# Ligue de football du Sud-Kivu
La Ligue de football du Sud-Kivu (Lifski) est la ligue de football de haut niveau de la province du Sud-Kivu. Chaque année, des clubs de la lifski sont relégués dans les divisions inférieures telle que l'EUFBUK. Cette Ligue fait partie de la Fédération congolaise de football association (FECOFA).
Cette compétition réunit les clubs des villes telles que : Bukavu
En 2012, la lifski devient une 2e Division, à la suite de la création d’une 1re Division répartie en 3 groupes. En 2018, la lifski devient une  3e Division, à la suite de la création d’une 2e Division répartie en trois groupes.

## Palmarès
- 2003 : OC Muungano (Bukavu) [2]
- 2006 : OC Muungano (Bukavu) [3]
- 2008 : FC Ibanda Sport (Bukavu) [4]
- 2010 : FC Ajax (Bukavu) [5]
- 2012 : OC Bukavu Dawa (Bukavu) [6]
- 2014 : OC Bukavu Dawa (Bukavu)
- 2016 : OC Bukavu Dawa (Bukavu) [7]
- 2021 : FC Ibanda Sport (Bukavu) [8]